# The Brak Show
The Brak Show è una sitcom animata statunitense del 2000, creata e sceneggiata da Jim Fortier, Andy Merrill e Pete Smith e diretta dagli stessi Fortier e Merrill. 
La serie è incentrata su Brak, un giovane gatto spaziale dal carattere eccentrico che, insieme a Zorak e la sua famiglia, vive in una casa situata nel suolo americano. Il protagonista è apparso precedentemente nelle serie animate Space Ghost - Il Fantasma dello Spazio, della Hanna-Barbera, e Cartoon Planet, infatti compaiono molti altri personaggi visti già nell'universo di Space Ghost. 
Nata come spin-off di Space Ghost Coast to Coast, la serie è stata trasmessa per la prima volta negli Stati Uniti su Cartoon Network il 21 dicembre 2000, tuttavia e è stata trasferita nel 2001 su Adult Swim, blocco televisivo notturno della stessa rete. Il 24 maggio 2007 è stato pubblicato un webisodio sul sito ufficiale di Adult Swim, chiamato Space Adventure. 

## Trama
The Brak Show racconta la storia di una famiglia che vive in una casa di un piccolo sobborgo in stile americano, di un pianeta nello spazio. La serie è ambienta intorno agli anni 1965. Lo stile riprende quello delle tipiche sitcom americane: gli adulti sempre impegnati, i figli che vanno a scuola, i problemi familiari, i momenti tristi ma anche quelli divertenti. Il protagonista è Brak, il pirata spaziale già visto nei cartoni di Space Ghost, che passa la maggior parte del tempo con il suo amico Zorak. Con Brak ci sono anche i suoi genitori, suo fratello Sisto e il suo vicino di casa Thundercleese.

## Episodi
| Stagione         | Episodi | Prima TV USA | Prima TV Italia |
| ---------------- | ------- | ------------ | --------------- |
| Prima stagione   | 9       | 2000-2001    | inedita         |
| Seconda stagione | 11      | 2002         | inedita         |
| Terza stagione   | 8       | 2003         | inedita         |
| Webisodi         | 1       | 2007         | inedito         |

## Personaggi e doppiatori

### Personaggi principali

I protagonista della serie. Da sinistra: Dad, Mom, Brak e Zorak.

- Brak (stagioni 1-3), doppiato da Andy Merrill.
Il protagonista della serie. È una sorta di gatto antropomorfo spaziale e adolescente, con una personalità eccentrica. Anche se sembra stupido e poco intelligente, ha una personalità molto dolce e gentile. In genere è attirato dagli animali, ma a volte prova attrazione anche per le ragazze. Gli piacciono diversi stili musicali tra cui jazz, country, rap e rock & roll. Il suo più caro amico è Zorak, ma lui non ricambia l'affetto su Brak poiché lo tratta con disprezzo e poco rispetto. Il personaggio di Brak ha fatto diverse apparizioni in opere precedenti al The Brak Show: Cartoon Planet e Space Ghost Coast to Coast.
- Zorak (stagioni 1-3), doppiato da C. Martin Croker.
Un altro personaggio proveniente dall'universo di Space Ghost. È una mantide alta due metri che, in questa serie, interpreta un ruolo molto simile a quello di Eddie Haskell della sitcom Il carissimo Billy. È un misantropo sociopatico, sadico e moralmente in bancarotta che frequenta Brak, ma di solito lo fa solo per costringerlo a fare qualcosa per il proprio beneficio. Zorak si considera "al di sopra" di Brak e della sua famiglia, e li critica e li insulta costantemente. Gli piace anche maltrattare Clarence, il nerd del vicinato.
- Dad (stagioni 1-3), doppiato da George Lowe.
Un piccolo umano-alieno con un accento cubano. È molto egocentrico, pigro e di solito dice frasi senza senso. Disoccupato dal 1984, passa la maggior parte del tempo seduto al tavolo della cucina e a leggere il giornale. A volte dimostra di aver un comportamento femminile o sciovinista e in questi casi, la madre di Brak lo rimprovera. In un bumper di Adult Swim del 2003, rivelò che il suo vero nome era Javier. È estremamente incompetente nel lavorare e ha lavorato, per breve tempo, in una gelateria chiamata We Ski in Peace, dove ha tentato di prendersi una pausa subito dopo l'apertura del negozio. Nello stesso episodio, ha rivelato anche di avere una base sotto la loro casa, che usa per proteggere la Terra, ma lo fa gratuitamente. Non ha riguardi nei confronti di Brak, infatti spesso gli dice che è stato adottato e che ha usato i fondi del college per comprarsi un motoscafo.
- Mom (stagioni 1-3), doppiata da Marsha Crenshaw e Joanna Daniel.
Una creatura simile a Brak. Di solito è vestita da casalinga delle classiche sitcom degli anni cinquanta. Lei è probabilmente l'unico personaggio sano della serie. Mostra poco interesse romantico o sessuale nei confronti del padre di Brak e spesso non lo tollera. Quando si ubriaca, tuttavia, lo trova improvvisamente irresistibile. Inoltre, prova accenni di malcontento verso la pigrizia e il sessismo di suo marito. Durante la serie, la madre di Brak ha inspiegabilmente acquisito un accento britannico, ed è diventata molto più aperta verso il malcontento della vita domestica e verso il fastidio e il disprezzo che trova per suo marito.

### Personaggi ricorrenti
- Thundercleese (stagioni 1-3), doppiato da Carey Means.
Il vicino di casa di Brak. Militante killbot con l'aspetto di un Gundam o un robot in stile anime, è appassionato di giardinaggio, in particolare degli gnomi che lo decorano. È molto aggressivo e bellicoso e parla sempre con una voce monotona e rumorosa. Quando Brak è turbato da qualcuno, Thundercleese di solito suggerisce di vendicarlo con una morte rapida e brutale. Le abilità sociali di Thundercleese sono piuttosto carenti, tanto che in un episodio studierà delle pessime "battute di festa" per far ridere la gente. In un episodio viene rivelato che il suo creatore è un tale chiamato MaroccoBotix, il che contraddice lo speciale di Capodanno del 2003 di Adult Swim, dove viene rivelato che in realtà è stato Fritto di Aqua Teen Hunger Force ad averlo creato.
- Clarence (stagioni 1-3), doppiato da Andy Merrill .
 Un paffuto alieno viola e compagno di scuola di Brak alla Learnmore High School. Durante le prime due stagioni fa da personaggio di supporto ma ha fatto apparizioni più regolari verso la fine della serie. Clarence è socialmente scomodo e idolatra quasi sempre Brak. Il suo costante parlare spesso infastidisce quelli che lo circondano e, di fronte a una situazione estremamente stressante, indossa il prendisole e il cappello della madre per il massimo comfort . In una gara di rap ha rivelato che gli manca molto suo padre, il quale ha lasciato la madre per ragioni sconosciute. Nella stessa competizione ha anche detto che sua madre ha sposato poi un uomo di nome Gary, che non gli piace. Molte volte viene mutilato da Zorak.
- Sisto (stagioni 1-3).
 È il fratello di Brak. Fisicamente è molto simile a Brak ma è più basso di lui ed è di colore rosso. È stato ucciso dagli alieni nell'episodio Pepper; tuttavia fa un piccolo cameo nell'episodio Sexy New Brak Show Go, in una carta gratta e sniffa.

### Personaggi secondari
- Marlon (stagioni 1-3), doppiato da Don Kennedy.
Un mago che, insieme a Merlin, ha creato i compiti a casa. Dopo aver deciso di tornare indietro nel tempo nel tentativo di impedire la creazione dei compiti a casa, Brak e Zorak incontrano i due maghi di quell'epoca. In seguito fa alcune apparizioni casuali nel corso della serie.
- Space Ghost (stagioni 2-3), doppiato da George Lowe.
Il supereroe della Hanna-Barbera. Appare saltuariamente nella serie.
- Giornalista (stagioni 1-2).
Una pianta antropomorfa barbuta che lavora come reporter e aggiorna le notizie per il suo telegiornale locale.

### Guest star
Nella serie sono apparse diverse guest star che hanno prestato la loro voce ad alcuni personaggi, tra i quali il rapper Cee Lo Green, i cantanti "Weird Al" Yankovic e Lewis Black e i comici Stephen Colbert e Lewis Black tra gli altri. I due ex giocatori di football americano Jim Plunkett e Ron Jaworski sono apparsi brevemente nell'episodio The New Brak interpretando loro stessi.
Durante la serie sono apparsi due camei di Polpetta e Frullo della serie animata Aqua Teen Hunger Force, con i loro doppiatori Dave Willis e Dana Snyder che hanno partecipato come guest star, oltre ad aver interpretato entrambi altri personaggi.

## Produzione

### Ideazione e sviluppo
Il personaggio di Brak è stato introdotto su Adult Swim inizialmente in Space Ghost Coast to Coast, dove ha ripreso il suo ruolo di cattivo come membro del Consiglio del Giudizio. Acclamato dai suoi colleghi, il suo doppiatore Andy Merrill ha continuato ad interpretare il personaggio nella serie e nel suo spin-off Cartoon Planet di TBS, apparendo sempre più frequentemente in quest'ultimo come assistente e arcinemico di Space Ghost insieme a Zorak. Secondo Merrill, quando il cast di Cartoon Planet ha chiesto ai suoi telespettatori di scrivere e inviare delle lettere, Brak ha ricevuto la maggior parte dei consensi rendendolo un personaggio più comune nella serie.
The Brak Show ha cominciato la sua fase di produzione nel 1998 con Pete Smith e Jim Fortier che hanno iniziato lo sviluppo ad Atlanta, in Georgia. In quel periodo, mentre Andy Merrill lavorava alla programmazione di Cartoon Network a New York, ha deciso di tornare ad Atlanta dove gli è stato ridotta ad un terzo la sua pianificazione dei programmi per aiutare a sceneggiare e produrre la serie insieme a Smith e Fortier. Durante lo sviluppo di The Brak Show, Fortier lavorava contemporaneamente allo sviluppo di Squidbillies con Dave Willis.
Il 30 ottobre 1998 è stato annunciato che un segmento con Brak come protagonista sarebbe apparso all'interno di What a Cartoon! di Cartoon Network nel 1999, con Pete Smith e Matt Maiellaro come sceneggiatori e Andy Merrill nel ruolo di Brak. Il segmento, originariamente intitolato Code Name: Brak, si sarebbe concentrato sulle avventure dell'agente segreto Brak sul suo pianeta natale Idaho. Il segmento non è stato mai trasmesso. Il 2 luglio 1999, al Dragon Con di Atlanta, Andy Merrill, C. Martin Croker, Pete Smith e Nina Bishop hanno annunciato lo sviluppo di uno special di un'ora dedicato a Brak, sperando che sarebbe diventato poi una serie settimanale dalla durata di mezz'ora, originariamente previsto per novembre di quell'anno.
 

Il 18 ottobre 1999, lo speciale, è stato rinviato a gennaio 2000 per permettere alla casa di produzione Williams Street di avere più tempo per lavorarci. Nel novembre dello stesso hanno è stato rivelato che la nuova serie intitolata The Brak Show sarebbe andata in onda nel 2000, annunciando l'apparizione del wrestler Diamond Dallas Page in un segmento. Nel dicembre 1999, Adult Swim ha trasmesso un'anteprima di Brak Presents The Brak Show Starring Brak in sostituzione a Space Ghost Coast to Coast, rivelando che il tanto atteso speciale e episodio pilota sarebbe stato trasmesso il 20 febbraio.
Il 21 dicembre 2000, Cartoon Network ha trasmesso senza preavviso l'episodio Radio Free Sealab di Sealab 2021 e Leave it to Brak di The Brak Show. Leave it to Brak è caratterizzato da sfondi disegnati a mano e un tema di apertura differente rispetto agli episodi originali. L'episodio era stato già annunciata precedentemente in alcune convention.
Il 12 febbraio 2000 è stato annunciato che lo speciale era diviso in due parti da mezz'ora ciascuno, fissando la data di trasmissione del secondo episodio per il 16 marzo dello stesso anno. Lo stesso giorno è stato annunciato un album tratto dai due speciali intitolato Brak Bresents The Brak Album Starring Brak, che sarebbe stato pubblicato a marzo. In seguito è stata rivelata la tracklist ufficiale dell'album insieme alla sua data d'uscita prevista per il 14 marzo.
Il primo speciale di Brak Presents the Brak Show Starring Brak è stato trasmesso su Cartoon Network il 20 febbraio 2000. Lo stesso giorno, tramite un commento riportato su mailing list di Ghost Planet, George Lowe ha riferito che sono stati ordinati otto nuovi episodi di Space Ghost Coast to Coast insieme a dodici nuovi episodi di una versione rielaborata di Leave it to Brak di The Brak Show.

Space Ghost Coast to Coast, precessore della serie.

Dal 2 settembre 2001, la serie viene trasmessa ufficialmente su Adult Swim, blocco di programmazione di Cartoon Network.
Nonostante le similitudini tra The Brak Show e gli speciali, questi hanno ben poco in comune tra di loro; infatti, mentre gli special parodiano gli spettacoli di varietà, la serie si concentra sul format e lo stile delle vecchie sitcom americane. Originariamente nata come parodia delle situation comedy, la serie si è disciolta nel corso del tempo diventando sempre più bizzarra e nonsense.
La notte di Capodanno del 2003, dalle 23:00 alle 02.00, Adult Swim ha deciso di trasmettere uno speciale ospitato da Brak e Carl Brutananadilewski. Lo speciale ha previsto episodi inedite di varie serie animate di Adult Swim, oltre ad aver presentato un crossover tra vari personaggi di The Brak Show e quelli di Aqua Teen Hunger Force, Space Ghost Coast to Coast, Sealab 2021 e Harvey Birdman, Attorney at Law. Dopo la trasmissione dell'episodio Cardburkey, Adult Swim ha mostrato dei bumper dove i personaggi di The Brak Show realizzano la cancellazione della serie.
Il 26 ottobre 2003, Dad ha ospitato un evento di Halloween che includeva la trasmissione di episodi a tema di The Brak Show e Aqua Teen Hunger Force.
All'inizio del 2004, Brak è apparso in camei occasionali e pubblicità in cui proclamava la sua indignazione per la cancellazione di The Brak Show e chiedendosi quando avrebbe ottenuto "il suo nuovo show su Adult Swim".
Il 22 ottobre 2006 è stato annunciato che la serie, insieme a 12 oz. Mouse e Perfect Hair Forever, sarebbe tornata in produzione nel formato di webisodi sul sito ufficiale di Adult Swim. Il 23 marzo 2007, Adult Swim ha pubblicato un'anteprima di Space Adventure, prima di essere pubblicato nella sua interezza il giorno dopo. In seguito non sono stati prodotti altri webisodi.
Il 1º agosto 2008, Adult Swim ha trasmesso una maratona in stile rétro per tutta la notte di tutte le serie apparse sul blocco tra il 2001 e il 2002. Nella maratona sono apparsi due episodi di The Brak Show. La serie è apparsa successivamente nel DVR Theater di Adult Swim.

### Animazione

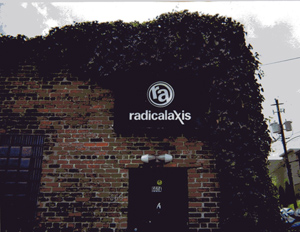
La Radical Axis ha fornito animazioni aggiuntive per la serie.

L'animazione originale della serie è stata prodotta dalla Wild Hare Studios, un contraente indipendente della Cartoon Network
Nel 2000, l'animatore Matthew Jenkins di Frederator Studios ha creato il character design e l'animazione di due episodi pilota commissionati per Cartoon Network: Aqua Teen Hunger Force e The Brak Show. In seguito ha realizzato parzialmente l'animazione degli speciali Brak Bresents The Brak Album Starring Brak, che in seguito si sarebbero evoluti in The Brak Show, al Primal Screen di Atlanta, in Georgia. Jenkins ha realizzato il character design di Dad, Mom, Thundercleese e altri.

### Scrittura
La sceneggiatura di ogni episodio di The Brak Show è stata realizzata interamente dai creatori, con Pete Smith che guidava al computer gli script realizzati e pensati da lui insieme a Jim Fortier e Andy Merrill. Talvolta, i creatori sono stati aiutati nelle sceneggiature da altri produttori o doppiatori quali Matt Maiellaro, MC Chris, Nora Smith, Dave Willis e Mark Banker.

## Distribuzione

### Trasmissione internazionale
- 21 dicembre 2000 negli Stati Uniti su Cartoon Network e dal 2 settembre 2001 su Adult Swim;
- 19 ottobre 2002 nel Regno Unito su CNX;
- 12 settembre 2004 in Canada su Teletoon at Night;[25][26]
- ottobre 2005 in Spagna su Adult Swim;[27]
- 31 marzo 2007 in Russia su 2x2;
- 5 dicembre 2007 in Germania su Sat.1 Comedy;[28]
- in Brasile su TBS.

### Edizioni home video
Negli Stati Uniti, la serie è stata pubblicata in due DVD formati da 14 episodi ciascuno. Il primo volume contiene i 9 episodi della prima stagione più i primi cinque episodi della seconda stagione. Il secondo volume contiene i restanti 6 episodi della seconda stagione più l'intera terza stagione
| Stagione         | Episodi | Data di pubblicazione DVD | Data di pubblicazione DVD | Data di pubblicazione DVD |
| Stagione         | Episodi | Regione 1                 | Regione 2                 | Regione 4                 |
| ---------------- | ------- | ------------------------- | ------------------------- | ------------------------- |
| Prima stagione   | 14      | 1º febbraio 2005          | N/A                       | 6 giugno 2007             |
| Seconda stagione | 14      | 8 agosto 2006             | N/A                       | 20 febbraio 2008          |

## Accoglienza

### Critica
La serie ha ricevuto recensioni generalmente positive.
Sierra Filucci di Common Sense Media ha dato alla serie un voto di tre stelle su cinque, affermando che "sebbene la maggior parte del suo umorismo sia sciocco e senza senso, i temi che circondano la vita domestica, comprese le dinamiche di genere maschio-femmina e le relazioni genitore-figlio, potrebbero confondere gli spettatori più giovani. Occasionalmente entrano in gioco riferimenti alla violenza, al sesso e all'alcol, ma nel complesso è una delle serie più addomesticate di Adult Swim".